# Ruby Dress Skinny Dog
Ruby Dress Skinny Dog – debiutancki album polskiego zespołu rockowego Curly Heads. Został wydany przez Sony Music Entertainment Poland w październiku 2014.
Płyta uplasowała się na 4. miejscu krajowego zestawienia OLiS i uzyskała certyfikat złotej płyty.

## Lista utworów
| 1.  | „Love Again”            | 3:06  |
|     |                         |       |
| 2.  | „Reconcile”             | 2:45  |
|     |                         |       |
| 3.  | „Ruby Dress Skinny Dog” | 3:22  |
|     |                         |       |
| 4.  | „Diadre”                | 3:40  |
|     |                         |       |
| 5.  | „Till You Got Me”       | 4:25  |
|     |                         |       |
| 6.  | „Burning Down”          | 2:57  |
|     |                         |       |
| 7.  | „HouseCall”             | 3:21  |
|     |                         |       |
| 8.  | „Noadvice”              | 2:42  |
|     |                         |       |
| 9.  | „Midnight Crash”        | 3:44  |
|     |                         |       |
| 10. | „Synthlove”             | 5:01  |
|     |                         |       |
| 11. | „M.A.B”                 | 4:00  |
|     |                         |       |
|     |                         | 39:03 |
|     |                         |       |

## Nagrody i wyróżnienia
- „Polska Płyta Roku” według portalu Brand New Anthem: 1 miejsce[10]
- „Najważniejsze polskie płyty rockowe wydane w 2014” według Eska Rock: 5[11]
- „Płyta roku 2014 – Polska” (Gazeta Wyborcza): 8[12]
- „Najlepsze polskie płyty 2014” według portalu T-Mobile Music: 11[13]